# Les Haies
Les Haies é uma comuna francesa na região administrativa de Auvérnia-Ródano-Alpes, no departamento de Ródano. Estende-se por uma área de 15,97 km². Em 2010 a comuna tinha 797 habitantes (densidade: 49,9 hab./km²).